# 菅波美玲
菅波 美玲（すがなみ みれい、2000年2月5日 - ）は、日本のアイドル、ファッションモデル。指原莉乃プロデュースの女性アイドルグループ・≠MEのメンバー、bisのレギュラーモデル。福島県出身。愛称は、みれい。代々木アニメーション学院所属。

## 略歴
2018年
- 株式会社KIRINZが主催する「新一年生モデルコンテスト」で33名のファイナリストに選出される[2]。

2019年
- 1月26日、=LOVEの姉妹グループオーディションの最終審査に合格[3]。
- 2月24日、≠MEのお披露目会見が行われ、≠MEのメンバーとして正式に発表された[4]。

2021年
- 3月21日、桃鉄GP（桃太郎電鉄グランプリ）エキシビションマッチに参加した[5]。
- 4月7日、キングレコードより1stミニアルバム『超特急 ≠ME行き』でメジャーデビュー[6]。
- 5月1日、横浜スタジアムで「『桃太郎電鉄 〜昭和 平成 令和も定番!〜』スペシャルデー」として開催された「プロ野球公式戦 横浜DeNAベイスターズ対東京ヤクルトスワローズ戦」で始球式を務めた[7]。

2023年
- 11月25日、 ファッション誌「bis」レギュラーモデルに決定[8]。

## 人物
愛称は、みれい。
チャームポイントは笑ったらなくなる目。性格は人見知りで少しドジっ子。
メンバーカラーは水色。

### 嗜好
憧れの人は今田美桜。いつか共演したいアーティストは櫻坂46。
アニメを観ることが好きで、好きなアニメは『BLEACH』『マギ』『銀魂』『僕のヒーローアカデミア』『ソードアート・オンライン』『ダーウィンズゲーム』『進撃の巨人』『黒子のバスケ』『あひるの空』『ハイキュー!!』『咲-Saki-』。
好きなバラエティ番組は、『しゃべくり007』『アメトーーク!』『ロンドンハーツ』『水曜日のダウンタウン』『マツコ会議』。

### 特技
エレクトーン、ピアノ、テニス、物まね。テニスは、小3から中1までは硬式テニスをやり、東北大会に一度だけ出場したことがある。中学では部活動に硬式テニス部がなかったことからソフトテニス部に入部し、高校まで続けた。

## 出演

### ネット配信
- 桃鉄GPエキシビションマッチ（2021年3月21日、YouTube）[15]
- ≠ME菅波美玲のみれいちゃんねる（2024年11月29日 - 、OPENREC.tv）[16]

### イベント
- プロ野球公式戦 横浜DeNAベイスターズ対東京ヤクルトスワローズ戦 始球式（2021年5月1日、横浜スタジアム）[17]

### 連載コラム
- ≠ME 菅波美玲のアニメをレコメンドッ！！（2019年11月5日 - 2021年3月23日、Pop'n'Roll）[18]
- ≠ME 菅波美玲アニメホリック（2021年4月6日 - 、Pop'n'Roll）[18]

### 雑誌
- 週刊プレイボーイ 増刊号「指原莉乃×週刊プレイボーイ2019｣ （2019年5月22日、集英社）
- アップトゥボーイ 7月号（2019年5月23日、ワニブックス）
- FLASH スペシャル（2019年8月23日、光文社）
- TopYell NEO 2020AUTUMN（2020年9月30日、竹書房）